# Liga Nacional de Hockey Hielo Femenina
La Liga Nacional de Hockey Hielo Femenina (LNHHF) es la liga nacional de España de hockey sobre hielo en categoría femenina. Está regulada por la Federación Española de Deportes de Hielo desde la formación de esta en 2008.

### Participantes históricos en la liga
Sedes de los clubes participantes en la Liga Nacional de Hockey Hielo desde su fundación. En color rojo y mayúsculas, los participantes en la edición 2024/25. En azul los clubes que ya no compiten en la máxima categoría femenina.
A lo largo de la historia de la competición han participado quince equipos distintos, pertenecientes a ocho comunidades autónomas españolasː
| C. A.               | Equipos                   | Temp.          | Mapa |
| ------------------- | ------------------------- | -------------- | --- |
| Andalucía           | C.H. Granada              | 4 (2018/2022)  | JACA PUIGCERDÁ Vitoria LOGROÑO HUARTE SAN SEBASTIÁN MAJADAHONDA VALDEMORO Boadilla Barcelona Valladolid Granada |
| Aragón              | Club Hielo Jaca           | 12 (2008/2025) | JACA PUIGCERDÁ Vitoria LOGROÑO HUARTE SAN SEBASTIÁN MAJADAHONDA VALDEMORO Boadilla Barcelona Valladolid Granada |
| Castilla y León     | Club Hielo Valladolid     | 5 (2008/2013)  | JACA PUIGCERDÁ Vitoria LOGROÑO HUARTE SAN SEBASTIÁN MAJADAHONDA VALDEMORO Boadilla Barcelona Valladolid Granada |
| Cataluña            | Club Gel Puigcerdà        | 8 (2008/2025)  | JACA PUIGCERDÁ Vitoria LOGROÑO HUARTE SAN SEBASTIÁN MAJADAHONDA VALDEMORO Boadilla Barcelona Valladolid Granada |
| Cataluña            | ASME Barcelona            | 4 (2014/2018)  | JACA PUIGCERDÁ Vitoria LOGROÑO HUARTE SAN SEBASTIÁN MAJADAHONDA VALDEMORO Boadilla Barcelona Valladolid Granada |
| Comunidad de Madrid | S.A.D. Majadahonda        | 17 (2008/2025) | JACA PUIGCERDÁ Vitoria LOGROÑO HUARTE SAN SEBASTIÁN MAJADAHONDA VALDEMORO Boadilla Barcelona Valladolid Granada |
| Comunidad de Madrid | C.H. Valdemoro            | 10 (2014/2025) | JACA PUIGCERDÁ Vitoria LOGROÑO HUARTE SAN SEBASTIÁN MAJADAHONDA VALDEMORO Boadilla Barcelona Valladolid Granada |
| Comunidad de Madrid | S.A.D. Majadahonda B      | 2 (2012/2014)  | JACA PUIGCERDÁ Vitoria LOGROÑO HUARTE SAN SEBASTIÁN MAJADAHONDA VALDEMORO Boadilla Barcelona Valladolid Granada |
| Comunidad de Madrid | Club Las Encinas Boadilla | 2 (2015/2017)  | JACA PUIGCERDÁ Vitoria LOGROÑO HUARTE SAN SEBASTIÁN MAJADAHONDA VALDEMORO Boadilla Barcelona Valladolid Granada |
| País Vasco          | C.H.H. Txuri Urdin        | 11 (2014/2025) | JACA PUIGCERDÁ Vitoria LOGROÑO HUARTE SAN SEBASTIÁN MAJADAHONDA VALDEMORO Boadilla Barcelona Valladolid Granada |
| País Vasco          | C.P. Sumendi Vitoria      | 4 (2016/2020)  | JACA PUIGCERDÁ Vitoria LOGROÑO HUARTE SAN SEBASTIÁN MAJADAHONDA VALDEMORO Boadilla Barcelona Valladolid Granada |
| País Vasco          | Kazkabarra N.K.C          | 2 (2014/2016)  | JACA PUIGCERDÁ Vitoria LOGROÑO HUARTE SAN SEBASTIÁN MAJADAHONDA VALDEMORO Boadilla Barcelona Valladolid Granada |
| País Vasco          | C. H. Vitoria / Gasteiz   | 1 (2008/2009)  | JACA PUIGCERDÁ Vitoria LOGROÑO HUARTE SAN SEBASTIÁN MAJADAHONDA VALDEMORO Boadilla Barcelona Valladolid Granada |
| La Rioja            | Milenio C.P. Logroño      | 13 (2009/2025) | JACA PUIGCERDÁ Vitoria LOGROÑO HUARTE SAN SEBASTIÁN MAJADAHONDA VALDEMORO Boadilla Barcelona Valladolid Granada |
| Navarra             | Club Hielo Huarte         | 13 (2012/2025) | JACA PUIGCERDÁ Vitoria LOGROÑO HUARTE SAN SEBASTIÁN MAJADAHONDA VALDEMORO Boadilla Barcelona Valladolid Granada |

## Palmarés
| Ed.  | Temp. | Part. | Campeón                       | Subcampeón                    | Tercero              | Cuarto                |
| ---- | ----- | ----- | ----------------------------- | ----------------------------- | -------------------- | --------------------- |
| I    | 08-09 | 5     | Valladolid Panteras           | C.H. Gasteiz                  | SAD Majadahonda      | Club Gel Puigcerdà    |
| II   | 09-10 | 4     | Valladolid Panteras           | SAD Majadahonda               | C.H. Gasteiz         | Club Gel Puigcerdà    |
| III  | 10-11 | 3     | Valladolid Panteras           | SAD Majadahonda               | Milenio CP Logroño   | ---                   |
| IV   | 11-12 | 3     | Valladolid Panteras           | SAD Majadahonda               | Milenio CP Logroño   | ---                   |
| V    | 12-13 | 6     | SAD Majadahonda               | Valladolid Panteras           | SAD Majadahonda B    | Milenio C.P. Logroño  |
| VI   | 13-14 | 5     | SAD Majadahonda               | SAD Majadahonda B             | Club Hielo Huarte    | Club Hielo Jaca       |
| VII  | 14-15 | 8     | SAD Majadahonda               | ASME Barcelona                | Valdemoro Ice Team   | Club Hielo Jaca       |
| VIII | 15-16 | 7     | ASME Barcelona                | SAD Majadahonda               | Kazkabarra N.K.C     | Valdemoro Ice Team    |
| IX   | 16-17 | 7     | SAD Majadahonda               | ASME Barcelona                | C.P. Sumendi Vitoria | Club Encinas Boadilla |
| X    | 17-18 | 7     | SAD Majadahonda               | Club Hielo Huarte             | ASME Barcelona       | C.P. Sumendi Vitoria  |
| XI   | 18-19 | 8     | SAD Majadahonda               | Club Hockey Hielo Txuri Urdin | C.P. Sumendi Vitoria | Valdemoro Ice Team    |
| XII  | 19-20 | 9     | SAD Majadahonda               | Valdemoro Ice Team            | C.P. Sumendi Vitoria | Club Gel Puigcerdà    |
| XIII | 20-21 | 8     | SAD Majadahonda               | Club Hockey Hielo Txuri Urdin | Club Gel Puigcerdà   | Valdemoro Ice Team    |
| XIV  | 21-22 | 8     | Club Hockey Hielo Txuri Urdin | SAD Majadahonda               | Valdemoro Ice Team   | Club Gel Puigcerdà    |
| XV   | 22-23 | 7     | Club Hielo Jaca               | SAD Majadahonda               | Club Gel Puigcerdà   | Valdemoro Ice Team    |
| XVI  | 23-24 | 7     | Club Hockey Hielo Txuri Urdin | SAD Majadahonda               | Club Gel Puigcerdà   | Club Hielo Huarte     |
| XVII | 24-25 | 7     | Club Hockey Hielo Txuri Urdin | SAD Majadahonda               | Club Gel Puigcerdà   | Club Hielo Huarte     |

### Títulos por club
| Equipo                                      | Campeón | Títulos (por año)                              |
| ------------------------------------------- | ------- | ---------------------------------------------- |
| Sección de Acción Deportiva Majadahonda     | 8       | 2013, 2014, 2015, 2017, 2018, 2019, 2020, 2021 |
| Club Patín Línea Valladolid                 | 4       | 2009, 2010, 2011, 2012                         |
| Club Hockey Hielo Txuri Urdin San Sebastián | 3       | 2022, 2024, 2025                               |
| Associació Sant Martí Esport Barcelona      | 1       | 2016                                           |
| Club Hielo Jaca                             | 1       | 2023                                           |